# 安全地帯 テーマソングス
『安全地帯 テーマソングス』（あんぜんちたい テーマソングス）は、日本のロックバンドである安全地帯の企画ベスト・アルバム。
1995年8月25日にキティレコードから2枚組CDにてリリースされた。ベスト・アルバムとしては前作『安全地帯 アナザー・コレクション -アルバム未収録曲集-』からおよそ11か月振りにリリースされた作品であり、安全地帯およびメンバー個人の活動の中からコマーシャルソングやテレビドラマ、テレビアニメ、映画主題歌などのタイアップとして使用された楽曲のみが選曲されている。同日に玉置浩二のソロベスト・アルバムである『玉置浩二ベスト・ソングス・フォー・ユー』がリリースされている。

## 収録曲
- タイアップ欄は、CDのブックレットに記載されたクレジットに準拠し記載する。

### Disc 1 CM SONG SIDE
| #         | タイトル                      | 作詞       | 作曲      | タイアップ                         | 時間  |
| --------- | ----------------------------- | ---------- | --------- | ---------------------------------- | ----- |
| 1.        | 「We're alive」               | 松尾由紀夫 | 玉置浩二  | ブリヂストン「アイスコンパウンド」 | 4:07  |
| 2.        | 「ワインレッドの心」          | 井上陽水   | 玉置浩二  | サントリー「赤玉ワイン」           | 4:11  |
| 3.        | 「熱視線」                    | 松井五郎   | 玉置浩二  | オートラマ「レーザー」             | 4:12  |
| 4.        | 「碧い瞳のエリス」            | 松井五郎   | 玉置浩二  | 大王製紙「エリス」                 | 4:10  |
| 5.        | 「悲しみにさよなら」          | 松井五郎   | 玉置浩二  | 麒麟麦酒「キリンビール秋味」       | 4:32  |
| 6.        | 「I LOVE YOU からはじめよう」 | 松井五郎   | 玉置浩二  | 太陽誘電「That's」                 | 4:31  |
| 7.        | 「Too Late Too Late」         | 松井五郎   | 玉置浩二  | 太陽誘電「That's」                 | 4:06  |
| 8.        | 「微笑みに乾杯」              | 松井五郎   | 玉置浩二  | JT「sometime MIASS」               | 4:37  |
| 9.        | 「冒険者」(矢萩渉)            | 村上明彦   | 矢萩渉    | エプソン                           | 4:13  |
| 10.       | 「朝の陽ざしに君がいて」      | 松井五郎   | 玉置浩二  | 味の素「ほんだし」                 | 4:21  |
| 11.       | 「いつも君のそばに」          | 松井五郎   | 玉置浩二  | トヨタ「カリーナ」                 | 5:26  |
| 12.       | 「あの頃へ」                  | 松井五郎   | 玉置浩二  | 月桂冠「花鳥風月」                 | 4:58  |
| 13.       | 「地平線を見て育ちました」    | 糸井重里   | 玉置浩二  | ほくれん                           | 6:03  |
| 14.       | 「大切な時間」(玉置浩二)      | 玉置浩二   | 玉置浩二  | パナソニック「ブレンビー」         | 2:26  |
| 合計時間: | 合計時間:                     | 合計時間:  | 合計時間: | 合計時間:                          | 61:53 |

### Disc 2 TV & MOVIE THEME SONGS SIDE
| #         | タイトル                                   | 作詞       | 作曲      | タイアップ                               | 時間  |
| --------- | ------------------------------------------ | ---------- | --------- | ---------------------------------------- | ----- |
| 1.        | 「デリカシー」                             | 松井五郎   | 玉置浩二  | TBS『親にはナイショで…』主題歌           | 3:19  |
| 2.        | 「プルシアンブルーの肖像」                 | 松井五郎   | 玉置浩二  | 東宝映画『プルシアンブルーの肖像』テーマ | 4:27  |
| 3.        | 「好きさ」                                 | 松井五郎   | 玉置浩二  | フジテレビ系アニメ『めぞん一刻』主題歌   | 2:50  |
| 4.        | 「邪魔はさせない」(蛎崎弘 + rプロジェクト) | 小林まさみ | 武沢豊    | フジテレビ系アニメ『F』主題歌            | 4:13  |
| 5.        | 「キ・ツ・イ」(玉置浩二)                   | 松井五郎   | 玉置浩二  | TBS『キツイ奴ら』主題歌                  | 3:20  |
| 6.        | 「氷点」(玉置浩二)                         | 並河祥太   | 玉置浩二  | テレビ朝日『氷点』主題歌                 | 2:46  |
| 7.        | 「I'm Dandy」(玉置浩二)                    | 松井五郎   | 玉置浩二  | 東映映画『右曲がりのダンディー』テーマ   | 3:58  |
| 8.        | 「Sendenfor」(玉置浩二)                    | 松井五郎   | 玉置浩二  | 東映映画『右曲がりのダンディー』挿入歌   | 2:25  |
| 9.        | 「行かないで」(玉置浩二)                   | 松井五郎   | 玉置浩二  | フジテレビ『さよなら李香蘭』主題歌       | 6:23  |
| 10.       | 「情熱」                                   | 松井五郎   | 玉置浩二  | 朝日放送『火曜ミステリー劇場』主題歌     | 3:35  |
| 11.       | 「この道は何処へ」                         | 松井五郎   | 玉置浩二  | 札幌ユニバーシアード冬季大会テーマ       | 4:02  |
| 12.       | 「コール」(玉置浩二)                       | 須藤晃     | 玉置浩二  | 東宝映画『ナースコール』主題歌           | 5:38  |
| 13.       | 「ひとりぼっちのエール」                   | 須藤晃     | 玉置浩二  | YTV/NTV『お茶の間』主題歌                | 6:42  |
| 合計時間: | 合計時間:                                  | 合計時間:  | 合計時間: | 合計時間:                                | 53:38 |

## リリース日一覧
| No. | リリース日    | レーベル       | 規格 | カタログ番号 | 備考 | 出典          |
| --- | ------------- | -------------- | ---- | ------------ | ---- | ------------- |
| 1   | 1995年8月25日 | キティレコード | CD   | KTCR-1329/30 |      | [ 17 ] [ 18 ] |